# EU-27
EU-27 je okrajšava za Evropsko unijo s 27 državami članicami. 27 je število članic od 1. januarja 2007 naprej, ko sta Bolgarija in Romunija tudi postali članici.